# Stanisław Cynarski
Stanisław Cynarski (ur. 18 sierpnia 1923 w Różance, zm. 24 listopada 1996 w Jaśle) – polski historyk, regionalista, doktor habilitowany, profesor nadzwyczajny Uniwersytetu Jagiellońskiego. Honorowy Obywatel miast Krosna i Jasła.

## Życiorys
Ukończył szkołę powszechną w Wielopolu Skrzyńskim, następnie rozpoczął naukę w gimnazjum w Ropczycach. Po wybuchu II wojny światowej uczył się na tajnych kompletach, w latach 1942–1944 był żołnierzem Armii Krajowej. Egzamin dojrzałości złożył w Przemyślu w 1946 roku.
Pracował jako nauczyciel w szkołach podstawowych w Szkodnej i Gliniku, w 1950 roku rozpoczął studia historyczne w Państwowej Wyższej Szkole Pedagogicznej w Krakowie, które kontynuował na Uniwersytecie Jagiellońskim. Dyplom magistra uzyskał w 1955 roku. Przez kolejne cztery lata był aspirantem w Katedrze Historii Polski Nowożytnej, następnie starszym asystentem w Katedrze (później Zakładzie) Historii Powszechnej Średniowiecznej Uniwersytetu Jagiellońskiego. W latach 1958–1960 był również pracownikiem Muzeum w Krośnie.
W 1961 roku uzyskał doktorat, w 1963 stanowisko adiunkta. Habilitację uzyskał w 1970 roku, na podstawie rozprawy Paolo Sarpi i jego związki z Polską. W latach 1979–1990 był kierownikiem Zakładu Historii Powszechnej Średniowiecznej. Prowadził badania nad kulturą szlachecką w Polsce XVI i XVII wieku, stosunkami polsko-włoskimi w XVI wieku oraz studia regionalne historii Małopolski i Podkarpacia w wiekach XIV–XVIII. Był autorem licznych prac naukowych, redaktorem „Prac Historycznych Uniwersytetu Jagiellońskiego” oraz serii „Studia Italo-Polonica”, członkiem Polskiego Towarzystwa Historycznego oraz Komisji Odrodzenia i Reformacji Polskiej Akademii Nauk. Brał udział w pracach Głównej Komisji Badania Zbrodni Hitlerowskich w Polsce. Ne emeryturę przeszedł w 1993 roku.
Został odznaczony między innymi Krzyżem Kawalerskim Orderu Odrodzenia Polski, Złotym Krzyżem Zasługi, odznaką honorową Zasłużony Działacz Kultury oraz Odznaką „Za zasługi dla województwa krośnieńskiego”. Otrzymał tytuł Honorowego Obywatela miasta Krosna.
Zmarł w 1996 roku w Jaśle, został pochowany na tamtejszym cmentarzu komunalnym.